# Zlatý podraz
Zlatý podraz je český hraný film režiséra Radima Špačka z roku 2018. Vypráví o poválečné československé reprezentaci v basketbalu, zejména o mistrovství Evropy v letech 1946 a 1951. Je zde ale také romantická linie, ve které hlavní hrdina Franta, člen reprezentace, potká na mistrovství v Ženevě tanečnici Michelle.

## Obsazení
| Filip Březina      | Franta Prokeš           |
| Ondřej Malý        | funkcionář Hrabal       |
| Stanislav Majer    | trenér Jaroslav Valenta |
| Patrycja Volny     | Michelle                |
| Zdeněk Piškula     | Honza Sedlák            |
| Jiří Roskot        | Emil Jelen              |
| Chantal Poullain   | bordelmamá              |
| Jan Hartl          | pan Prokeš              |
| Alena Mihulová     | paní Prokešová          |
| Simona Lewandowska | Jana                    |
| Jan Jedlinský      | Jarda Neděla            |
| Jiří Vojta         | Pepa Kábrt              |
| Ihor Krotovych     | Vojta Válek             |
| Alan Weissabel     | Ján Lisický             |
| Jan Smetana        | rozhodčí                |
| Jaromír Dulava     | Antonín Zápotocký       |
| Petr Mareček       |                         |

## Produkce
Natáčení začalo na začátku ledna 2018 v Průmyslovém paláci, který představuje sportovní halu na mistrovství v Ženevě v roce 1946. a po úpravě dekorace zároveň i halu na Mistrovství Evropy v Paříži v roce 1951.

## Recenze
- Rimsy, MovieZone.cz
- Mirka Spáčilová, iDNES.cz
- František Fuka, FFFilm
- Věra Míšková, Právo